# True Kings of Norway
True Kings of Norway kompilacijski je album koji sadrži EP-e pet norveških black metal-sastava: Emperora, Dimmu Borgira, Immortala, Arcturusa i Ancienta. Album je objavljen 2000. godine, a objavila ga je diskografska kuća Spikefarm Records.

## Popis pjesama
| 1.    | »The Ancient Queen« (EP As the Shadows Rise)                             | Emperor      | 3:41 |
| 2.    | »Witches Sabbath« (EP As the Shadows Rise)                               | Emperor      | 5:56 |
| 3.    | »Lord of the Storms (Evil Necro Voice from Hell Remix)« (neobjavljen EP) | Emperor      | 5:56 |
| 4.    | »Diabolical Fullmoon Mysticism« (EP Immortal)                            | Immortal     | 0:40 |
| 5.    | »Unholy Forces of Evil« (EP Immortal)                                    | Immortal     | 4:27 |
| 6.    | »The Cold Winds of Funeral Frost« (EP Immortal)                          | Immortal     | 3:44 |
| 7.    | »Inn i evighetens mørke (Part. I)« (EP Inn I Evighetens Mørke)           | Dimmu Borgir | 5:25 |
| 8.    | »Inn i evighetens mørke (Part. II)« (EP Inn i Evighetens Mørke)          | Dimmu Borgir | 2:07 |
| 9.    | »Raabjørn speiler Draugheimens skodde« (EP Inn i Evighetens Mørke)       | Dimmu Borgir | 5:02 |
| 10.   | »Det glemte riket« (EP Det Glemte Riket)                                 | Ancient      | 6:53 |
| 11.   | »Huldradans« (EP Det Glemte Riket)                                       | Ancient      | 5:56 |
| 12.   | »My Angel« (EP My Angel)                                                 | Arcturus     | 6:54 |
| 13.   | »Morax« (EP My Angel)                                                    | Arcturus     | 6:25 |
| 58:09 |                                                                          |              |      |

## Zasluge
| Emperor - Ihsahn — vokali, gitara - Samoth — gitara - Mortiis — bas-gitara - Faust — bubnjevi Dimmu Borgir - Silenoz — vokali, ritam gitara - Tjodalv — gitara - Brynjard Tristan — bas-gitara - Shagrath — bubnjevi Immortal - Abbath Doom Occulta — vokali, bas-gitara - Demonaz Doom Occulta — gitara - Armagedda — bubnjevi | Arcturus - Marius Vold — vokali, bas-gitara - Sverd — gitara, klavijature - Hellhammer — bubnjevi Ancient - Aphazel — gitara, bas-gitara, klavijature - Grimm — vokali, bubnjevi Ostalo osoblje - Tom Kvålsvoll — remastering - Cato Langnes — produciranje |